# يون مي راي
ناتاشا شانتا ريد (من مواليد 31 مايو 1981)، والمعروفة باسمها الكوري يون مي راي (الكورية: 윤미래)، هي مغنية ومغنية راب أمريكية-كورية وهي حاليًا عضوة في ثلاثي الهيب هوب الكوري أم في بي تي واي (MFBTY).

## السيرة

### النشأة والتعليم
وُلدت يون في 31 مايو 1981 في فورت هود بولاية تكساس لأم كورية جنوبية وأب أمريكي من أصل أفريقي. كان والدها يعمل في الراديو أثناء خدمته مع الجيش الأمريكي في كوريا الجنوبية في منطقة Uijeongbu. بعد أن انتقلت إلى كوريا الجنوبية عندما كانت طفلة واجهت التمييز بسبب أصلها المختلط. تركت يون المدرسة في سن 15، وبعد ذلك تقدمت لاختبار معادلة الثانوية العامة.

### المهنة
تم اكتشاف يون في عام 1995 عندما رافقت صديقًا لها في تجربة أداء لفرقة هيب هوب كورية جديدة. لم تقم بتجربة أداء بنفسها، لكن ممثل من شركة اسجلات عالمية سمعها تغني خارج غرفة الاختبار وجعلها توقع على عقد للانضمام إلى فرقة جديدة تسمى أبتاون. ظهرت الفرقة لأول مرة في عام 1997 عندما كانت يون تبلغ من العمر 16 عامًا فقط.
في عام 1999، شكلت أيضًا ثنائي هيب هوب يدعة "Tashannie" مع المغنية آني. أصدروا ألبومًا واحدًا بعنوان Parallel Prophecies. كان اسم يون «ناتاشا» صعبًا على الكوريين الجنوبيين لفظه، لذلك كانت تستخدم اسم «تاشا» من أجل جذب الجمهور بشكل أفضل.
تفككت فرقة أبتاون في عام 2000 بعد إلقاء القبض على العديد من أعضاء الفرقة بتهم تتعلق بالمخدرات. كما تم القبض على حبيب يون آنذاك مغني الراب تايجر جي كي، وقضى شهرًا ونصف في السجن. أختفت يون عن الجمهور خلال تلك الفترة.
ظهرت يون كفنانة منفردة في عام 2001، تحت اللقب «تي» وهو اختصار أكثر لأسم «تاشا». أصدرت ألبومها الأول As Time Goes By في نفس العام. صدر ألبومها الثاني Gemini وألبومها الثالث To My Love في العام التالي عام 2002.
في عام 2006، انضمت إلى شركة جنغل إنترتينمنت، وهي شركة أسسها زوجها الحالي تايجر جي كي. في العام التالي، أصدرت ألبومها T3 - Yoon Mi Rae ، حيث شاركت فيه الصعوبات التي واجهتها كفنانة مختلطة الأعراق في كوريا. في ذلك العام، غنت في سول، كوريا الجنوبية مع المغنية الأمريكية إميري، وهي أيضًا من أصل أفريقي أمريكي وكوري.
في عام 2012، أصبح يون وجه علامة الكمبيوتر التجارية هوليت-باكارد في كوريا، بعد أن وقعت عقدًا لمدة عام واحد للظهور في وسائل الإعلام المطبوعة والإعلانات الإذاعية الخاصة بهم. كانت أيضًا حكماً في الموسمين الثالث والرابع من مسابقة المواهب التلفزيونية سوبر ستار كي.
شكّل يون وتايجر جي كي ومغني الراب بيزي ثلاثي الهيب هوب يدعى MFBTY في عام 2013. احتلت أول أغنية فردية للفرقة "Sweet Dream"، المرتبة الأولى في ثلاثة مخططات موسيقية كورية بعد فترة وجيزة من إصدارها. قاموا باداء الأغنية لأول مرة في حفل موسيقي في مدينة كان بفرنسا. فرقة MFBTY موقعة تحت شركة Feel Ghood Music التي تم إنشاؤها مِن قِبل تايغر جي كي في وقت لاحق من ذلك العام.
في سبتمبر 2013، حصلت يون على المركز الأول في قائمة بيلبورد Korea K-Pop Hot 100 مع أغنيتها "Touch Love" من الدراما الكورية الجنوبية سيد الشمس
في ديسمبر 2014، أصدر يون الأغنية المنفردة "Angel"، والتي سرعان ما احتلت المرتبة 1 في أربعة مخططات موسيقية كورية. كما كشفت في ذلك الشهر أن الفيلم الأمريكي المقابلة استخدم أغنيتها "Pay Day" دون إذن، وأنها بصدد اتخاذ إجراءات قانونية ضدهم.

## الحياة الشخصية
في يونيو 2007، تزوجت من تايغر جي كي في حفل خاص في معبد بوذي. وقع حفل الزفاف قبل شهر من وفاة جدة تايغر جي كي التي أرادت رؤيتهم يتزوجون قبل وفاتها. أنجبت يون ابنهما جوردان سيو في مارس 2008.
يدافع يون وزوجها بشدة عن إساءة معاملة الأطفال. في عام 2011، ظهروا في جلسة تصوير مع ابنهم في مجلة مجلة فوغ الكورية في حملة «أوقفو إساءة معاملة الأطفال وحبو الأطفال». قاموا أيضًا بتصوير إعلان خدمة عامة لليوم العالمي لمنع إساءة معاملة الأطفال، وقامو بالاداء في حفل التوعية بسوء معاملة الأطفال لعام 2011. في عام 2012، أثنت وزارة الصحة والرعاية في كوريا الجنوبية على الزوجين لجهودهما في تعزيز الوقاية من إساءة معاملة الأطفال.
عززت يون أيضًا الوعي بالتعدد الثقافي داخل الأسر الكورية. في عام 2008، وتطوعت لمدة سبعة أشهر في معسكر شبابي متعدد الثقافات.